# Борша
Борша (рум. Borşa, мађ. Borsa) град је у Румунији, на крајњем северу земље, у историјској покрајини Марамуреш. Борша је трећи по важности град округа Марамуреш.
Борша је према последњем попису из 2002. имала 26.984 становника.

## Географија
Град Борша се налази на крајњем северу историјске покрајине Марамуреша, близу државне тромеђе са Мађарском и Украјином. Град је удаљен око 130 km источно до Баја Мареа, седишта округа.
Борша је смештена у долини реке Вишеу, на знатној надморској висини (око 700 m). Око града града издижу се Карпати, тј. Марамурешке планине и Родна. Околина града је планинско подручје ванредне лепоте.

## Становништво
У односу на попис из 2002, број становника на попису из 2011. се повећао.
| 1977.  | 1992.  | 2002.  | 2011.  |
| ------ | ------ | ------ | ------ |
| 24.406 | 27.450 | 27.247 | 27.611 |

Матични Румуни чине већину градског становништва Борше, а од мањина има у малом броју Мађара, Украјинаца и Рома. Град су некад насељавали и Јевреји.